# North Chicago
North Chicago è un comune degli Stati Uniti d'America, situato in Illinois, nella Contea di Lake.